# Tadeusz Kocyba
Tadeusz Kocyba (ur. 13 lipca 1933 w Wirku na Śląsku, zm. 27 marca 2007 w Bielsku-Białej) – kompozytor i pedagog, dyrygent. Autor muzyki do ok. 160 polskich filmów animowanych. Był autorem muzyki do filmów z serii Bolek i Lolek wyruszają w świat i Przygody Bolka i Lolka oraz jej współautorem do filmów z serii Bajki Bolka i Lolka.

## Życiorys
Ukończył Państwową Wyższą Szkołę Muzyczną w Katowicach, jednak żył i tworzył w Bielsku-Białej. Debiutował w bielskim Teatrze Banialuka. Tworzył muzykę do spektakli w Teatrze Polskim. Komponował także dla scen w Płocku, Olsztynie, Gorzowie Wielkopolskim i Bydgoszczy.
Rozgłos przyniosły mu kompozycje do filmów bielskiego Studia Filmów Rysunkowych. Wraz z Zenonem Kowalowskim napisał muzykę do filmu Porwanie w Tiutiurlistanie.
Był jednym z inicjatorów powołania w Bielsku-Białej Miejskiej Orkiestry Symfonicznej, która działała społecznie. W późniejszym okresie prowadził zawodową Bielską Orkiestrę Kameralną.